# Eurypetalum
Genre
Classification phylogénétique
Eurypetalum est un genre de plantes à fleurs dicotylédones de la famille des Fabaceae (Légumineuses), sous-famille des Caesalpinioideae, originaire d'Afrique, qui comprend trois espèces acceptées. Certains auteurs ne reconnaissent que deux espèces, la troisième, Eurypetalum batesii, étant classée comme synonyme de Eurypetalum tessmannii.
Ce sont des arbres pouvant atteindre 40 mètres de haut. Leur bois est exploité localement comme bois d'œuvre pour la construction,.

## Liste d'espèces
Selon The Plant List (16 décembre 2018) :
- Eurypetalum batesii Baker f.
- Eurypetalum tessmannii Harms
- Eurypetalum unijugum Harms